# 恩提马克 (巴卡伊阿塔区)
恩提马克是吉尔吉斯斯坦塔拉斯州巴卡伊阿塔区下辖的一个村。根据2009年吉尔吉斯共和国人口普查，全村人口为2,454人。